# Журавский, Аркадий Иосифович
Аркадий Иосифович Жура́вский (бел. Аркадзь Іосіфавіч Жураўскі; 5 августа 1924, дер. Яново (ныне Толочинского района Витебской области Республики Беларусь) — 9 января 2009) — советский и белорусский лингвист-славист. Член-корреспондент АН БССР (1980). Доктор филологических наук (1968), профессор (1970). Заслуженный деятель науки Белорусской ССР (1978). Лауреат Государственной премии Республики Беларусь (1994).
Один из руководителей и организаторов белорусской языковедческой науки.

## Биография
Родился в крестьянской семье. Закончил Яновскую начальную школу, в 1935—1938 г. учился в Неклудовской средней школе, в 1938—1941 гг. — в Толочинской средней школе № 1.
Участник Великой Отечественной войны. С 1942 года вместе со своими 4 братьями Иваном, Василием, Николаем и Казимиром сражался с врагом в партизанской бригаде Николая Гудкова. Был минёром. События войны описал в книге «За родныя хаты» (1974). После войны поступил на Филологический факультет Белорусского государственного университета, который закончил в 1950 в Минске. После его окончания по рекомендации учёного совета с 1950 года работал в Институте языкознания, литературы и искусства им. Я. Коласа Национальной академии наук БССР. Окончил аспирантуру при Институте языкознания. Докторская диссертация на тему «История белорусского литературного языка» защищена в 1968 г.
В 1960—1992 годах — ученый секретарь Института, старший научный сотрудник, заведующий сектором истории белорусского языка, в 1974—1983 — заместитель, 1983—1989 гг. — директор Института языкознания, в 1992—1996 гг. — советник при дирекции, с 1997 г. — главный научный сотрудник.
Читал лекции в альма-матер.
В 1985—1990 гг. — председатель Белорусского комитета славистов. Член Комиссии по славянским литературным языкам при Международном комитете славистов.

## Научная деятельность
Специалист в области истории белорусского языка и белорусского языкознания. Первым в славянском языкознании доказал существование белорусского варианта церковнославянского языка в старобелорусский период, проанализировал язык деятелей белорусской культуры прошлого (Ф. Скорины, С. Будного, В. Тяпинского и др.). Занимался изучением вопросов нормализации современного белорусского литературного языка.
Автор более 300 научных работ, в том числе 15 монографий и словарей, учебных пособий и брошюр, языко- и литературоведческих статей, обзоров, комментариев и рецензий по самым актуальным и насущным проблемам белорусского, русского и славянского языкознания.
Инициатор создания, соавтор и главный редактор «Исторического словаря белорусского языка» (вып. 1-13, 1982—1996). Им лично были разработаны основные принципы подготовки этого многотомного издания, определены его хронологическом рамки и источники исследования, составлены инструкции для работы над словарем. Начиная с 1982 года вышли в свет около 30 книг-выпусков этой фундаментальной лексикографической работы, не имеющей аналогов в Европе.
Соавтор работ «Историческая лексикология белорусского языка» (1970), «Историческая морфология белорусского языка» (1979).
Под редакцией А. И. Журавского в 2001—2002 гг. вышли «Белорусско-русский и русско-белорусский словарь». Выпустил также книгу воспоминаний о партизанских буднях «За родные дома».

## Избранные труды
- История повелительного наклонения в белорусском языке (1953).
- Очерки по истории белорусского языка. Морфология (1957).
- Хрестоматия по истории белорусского языка (ч. 1-2, 1961—1962).
- Гісторыя беларускай літаратурнай мовы. Т. 1. Мн., 1967.
- Руска-беларускi слоўнік грамадска-палітычнай тэрміналогii. Мн., 1970 (в соавт.).
- Гістарычная лексікалогія беларускай мовы. Мн., 1970 (в соавт.).
- Гістарычная марфалогія беларускай мовы. Мн., 1979 (в соавт.).
- Язык наших предков (1983).
- Мова выданняў Францыска Скарыны. Мн., 1990 (в соавт.).
- Франциск Скорина и его время. Энциклопедический справочник / Белорусская советская энциклопедия (1990).
- Писатель и язык.
- Белорусское языкознание в Академии наук Беларуси.
- Язык белорусского грамотности.
- Язык изданий Франциска Скорины.
- Русско-белорусский словарь общественно-политической терминологии.

## Награды
- Орден Отечественной войны II степени (1985),
- Юбилейная медаль «50 лет Вооружённых Сил СССР» (1967),
- Медаль Франциска Скорины
- Государственная премия Республики Беларусь (1994, за цикл работ «Скорина и белорусская культура»).